# Safranmalven
Die Safranmalven (Turnera) sind die namensgebende Gattung der Unterfamilie der Safranmalvengewächse (Turneroideae) in der Familie der Passionsblumengewächse (Passifloraceae). Wenige Arten werden dort als Heilkräuter und Aphrodisiakum verwendet. Der botanische Gattungsname ehrt den englischen Naturforscher William Turner.

## Beschreibung
In der Gattung Turnera gibt es einjährige und ausdauernde krautige Pflanzen und verholzende Pflanzen: Sträucher. Sekundäres Dickenwachstum erfolgt durch einen konventionellen Kambiumring. An Pflanzenteilen sind oft Haare (Trichome) vorhanden. Die wechselständig und spiralig angeordneten Laubblätter sind in Blattstiel und Blattspreite gegliedert. Die einfache Blattspreite ist fiedernervig. Der Blattrand ist gezähnt. An der Basis der Blattspreite befinden sich Drüsen oder extraflorale Nektarien. Es sind keine Nebenblätter vorhanden.
Die Blüten stehen über (meist zwei) Hochblättern einzeln in den Blattachseln oder in traubigen Blütenständen zusammen. Die zwittrigen, radiärsymmetrischen, fünfzähligen Blüten besitzen ein doppeltes Perianth. Der freie Blütenbecher (Hypanthium) ist kurz oder röhrig. Es sind fünf Kelchblätter vorhanden. Die fünf Kronblätter sind genagelt und meist gelb. Es ist nur ein Kreis (der äußere) mit fünf freien, fertilen Staubblättern vorhanden; sie sind nicht mit den Kronblättern verwachsen und entspringen tief im Blütenbecher. Drei Fruchtblätter sind zu einem einkammerigen, oberständigen Fruchtknoten verwachsen. Jeder Fruchtknoten enthält 25 bis 100 anatrope Samenanlagen in parietaler Plazentation. Es sind drei frei Griffel vorhanden.
Es werden eine dreifächerige Kapselfrüchte gebildet, die meist viele Samen enthalten. Die länglichen bis zylindrischen Samen sind gekrümmt. Sie enthalten viel ölhaltiges Endosperm und einen differenzierten, geraden Embryo. Die Samen sind von einem Arillus umgeben.
Die Bestäubung erfolgt durch eine Vielzahl von Bienen- und Schmetterlings-Arten (Entomophilie).

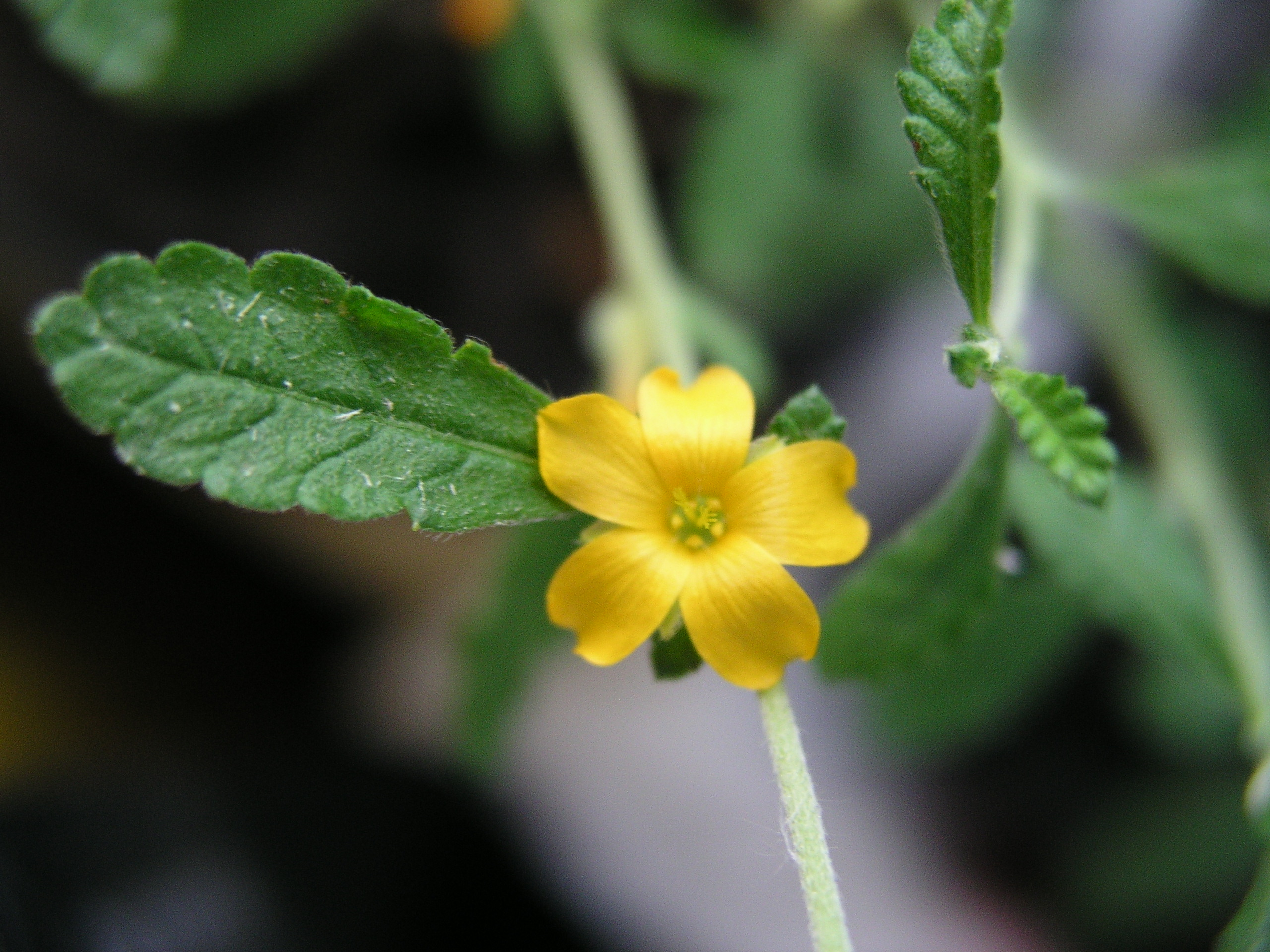
Serie Microphyllae: Damiana (Turnera diffusa)

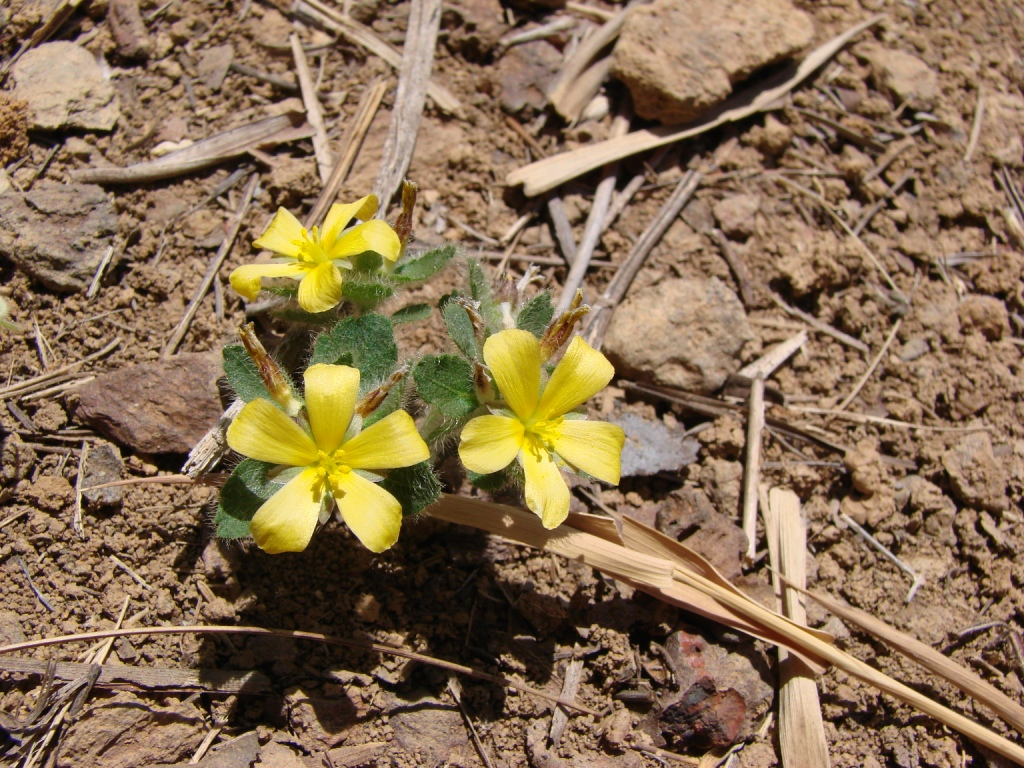
Serie Leiocarpae: Turnera opifera

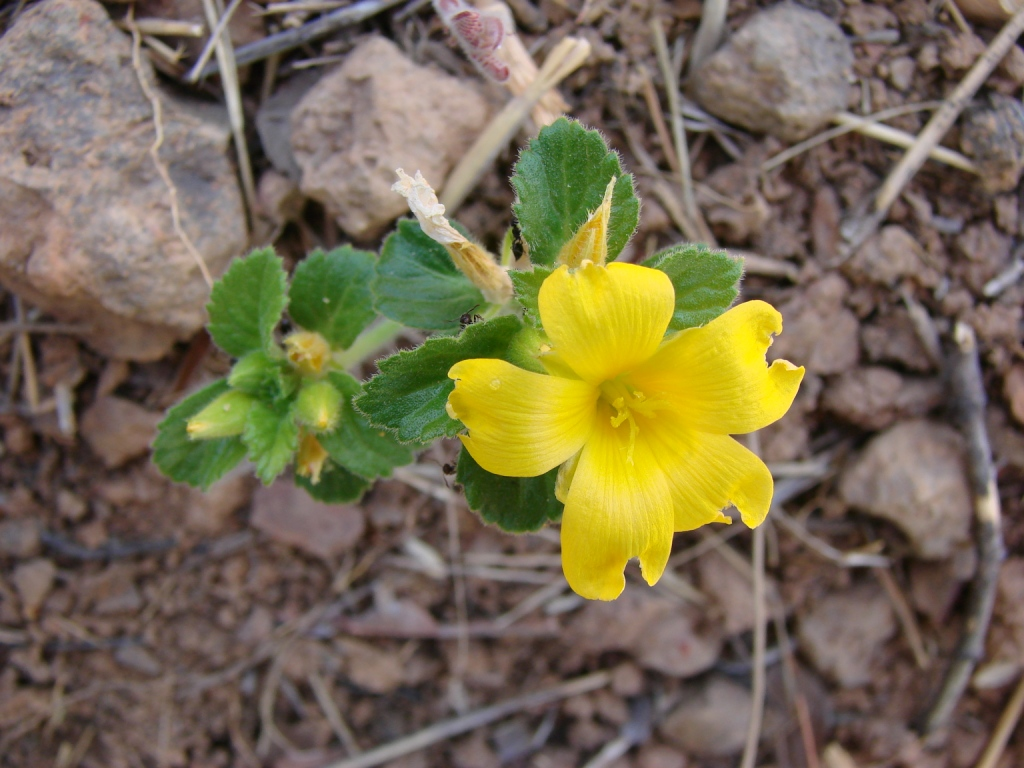
Serie Leiocarpae: Turnera pumilea

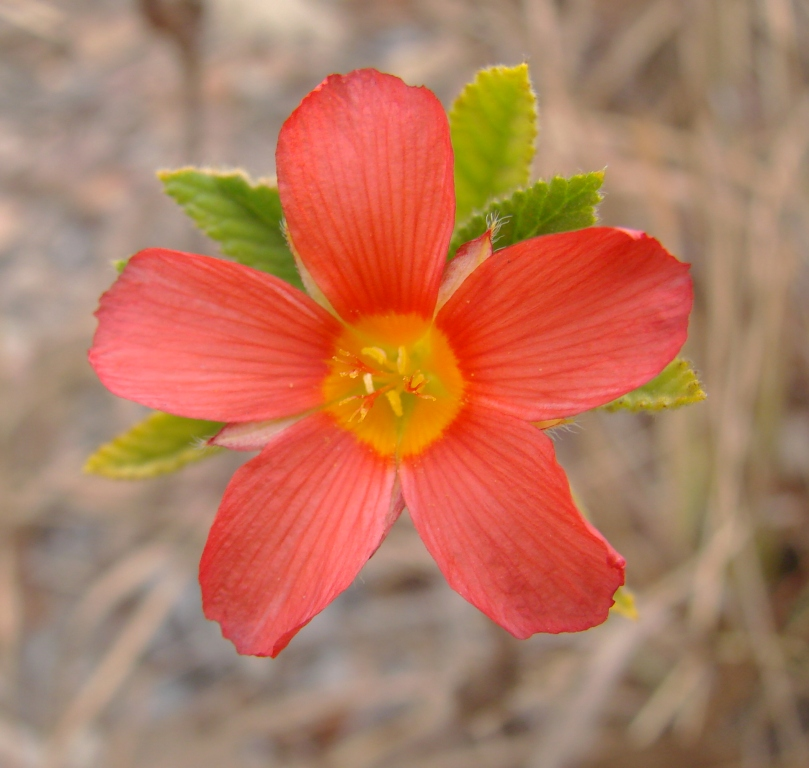
Turnera longiflora

## Systematik und Verbreitung
Bis auf zwei afrikanische Arten sind alle Arten in der Neuen Welt beheimatet.
Die Gattung  Turnera enthält 50 bis über 140 Arten, die seit Urban 1883 in neun Serien gegliedert werden:
- Serie Salicifoliae Urb.
  - Turnera ignota Arbo
  - Turnera panamensis Urb.
  - Turnera weddelliana Urb. & Rolfe
- Stenodictyae
- Annulares
- Capitatae Urb.
  - Turnera capitata Cambess.
  - Turnera maracasana Arbo
- Serie Microphyllae Urb.
  - Turnera calyptrocarpa Urb.
  - Damiana (Turnera diffusa Willd.)
- Serie Papilliferae
  - Turnera chamaedrifolia Cambess.
- Serie Turnera (= Canaligerae Urban)
  - Turnera aurelii Arbo
  - Turnera campaniflora Arbo
  - Turnera candida Arbo
  - Turnera coerulea DC.
  - Turnera concinna Arbo
  - Turnera cuneiformis Poir.
  - Turnera fernandezii Arbo
  - Turnera grandidentata (Urb.) Arbo
  - Turnera grandiflora (Urb.) Arbo
  - Turnera hermannioides Cambess.
  - Turnera krapovickasii Arbo
  - Turnera joelii Arbo
  - Turnera occidentalis Arbo & Shore
  - Turnera orientalis (Urb.) Arbo
  - Turnera scabra Millspaugh
  - Turnera stenophylla Urb.
  - Turnera subulata Smith
  - Turnera ulmifolia L.
  - Turnera velutina Presl
- Serie Anomalae Urb.
  - Turnera bahiensis Urb.
  - Turnera cearensis Urb.
- Serie Leiocarpae Urb.
  - Turnera hassleriana Urb.
  - Turnera melochioides Cambess.
  - Turnera nervosa Urb.
  - Turnera opifera Mart.
  - Turnera pumilea L.
  - Turnera sidoides L.

- Weitere Arten (Auswahl):
  - Turnera acuta Willd. ex Spreng.
  - Turnera aromatica Arbo
  - Turnera aurantiaca Benth.
  - Turnera callosa Urb.
  - Turnera hindsiana Benth.
  - Turnera melochioides Cambess.
  - Turnera orientalis (Urb.) Arbo
  - Turnera panamensis Urb.
  - Turnera trionifloraSims

## Bilder

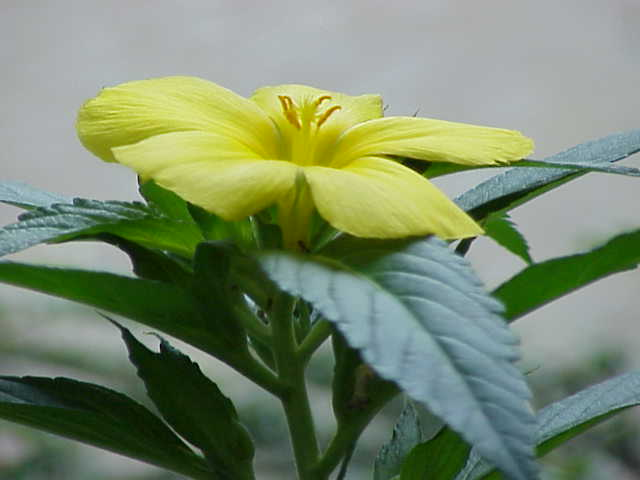
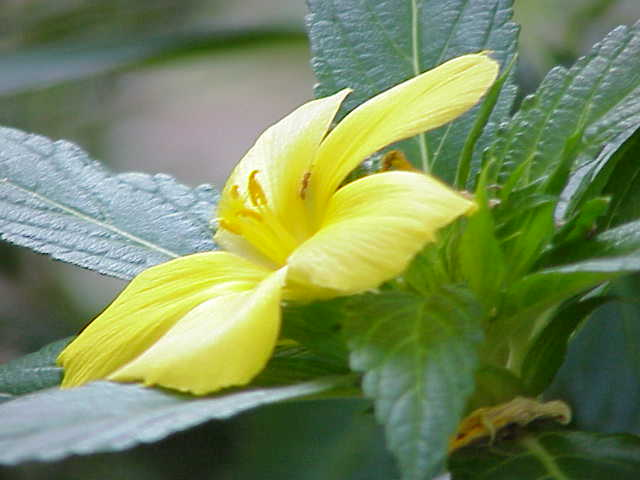
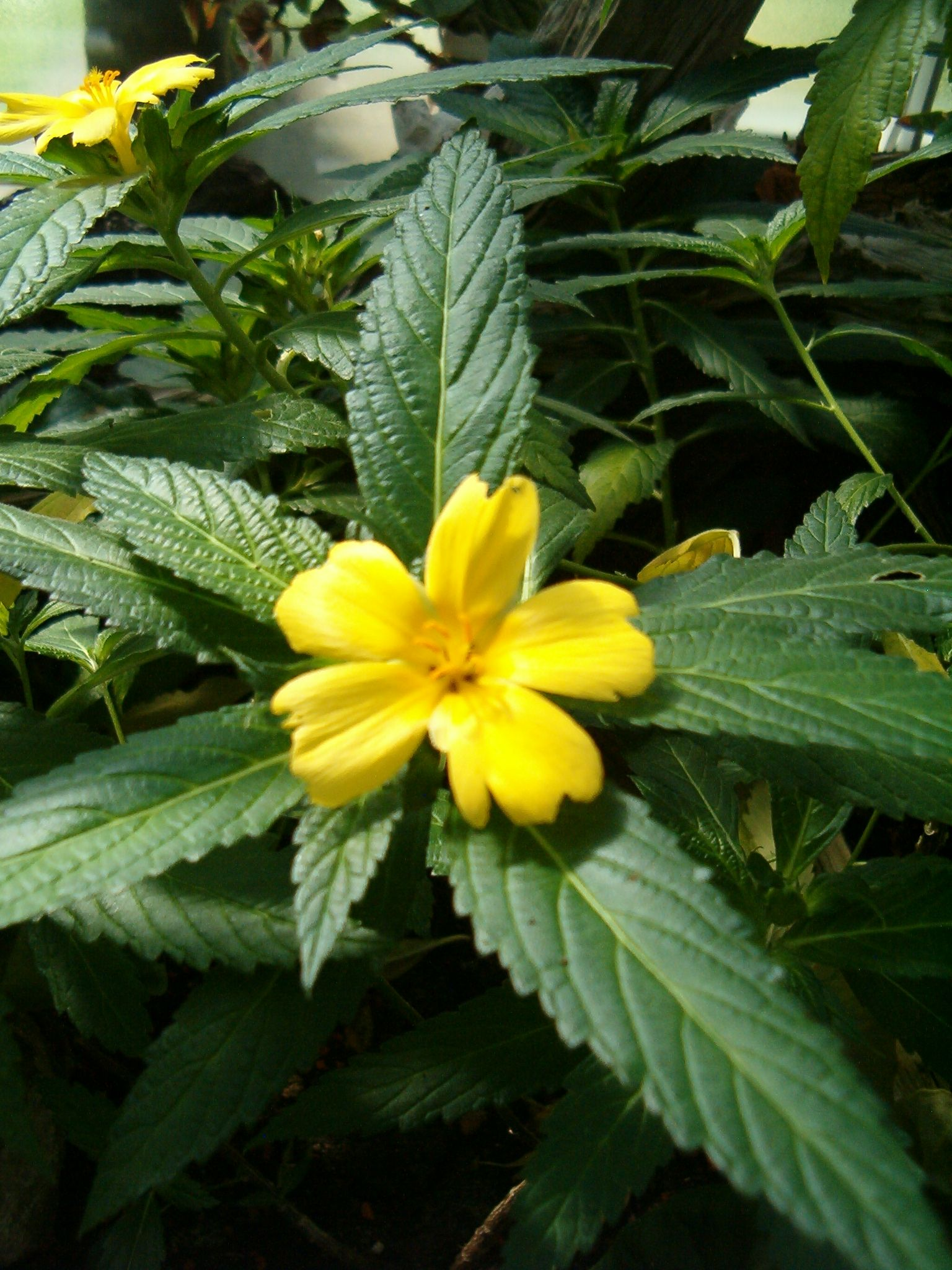
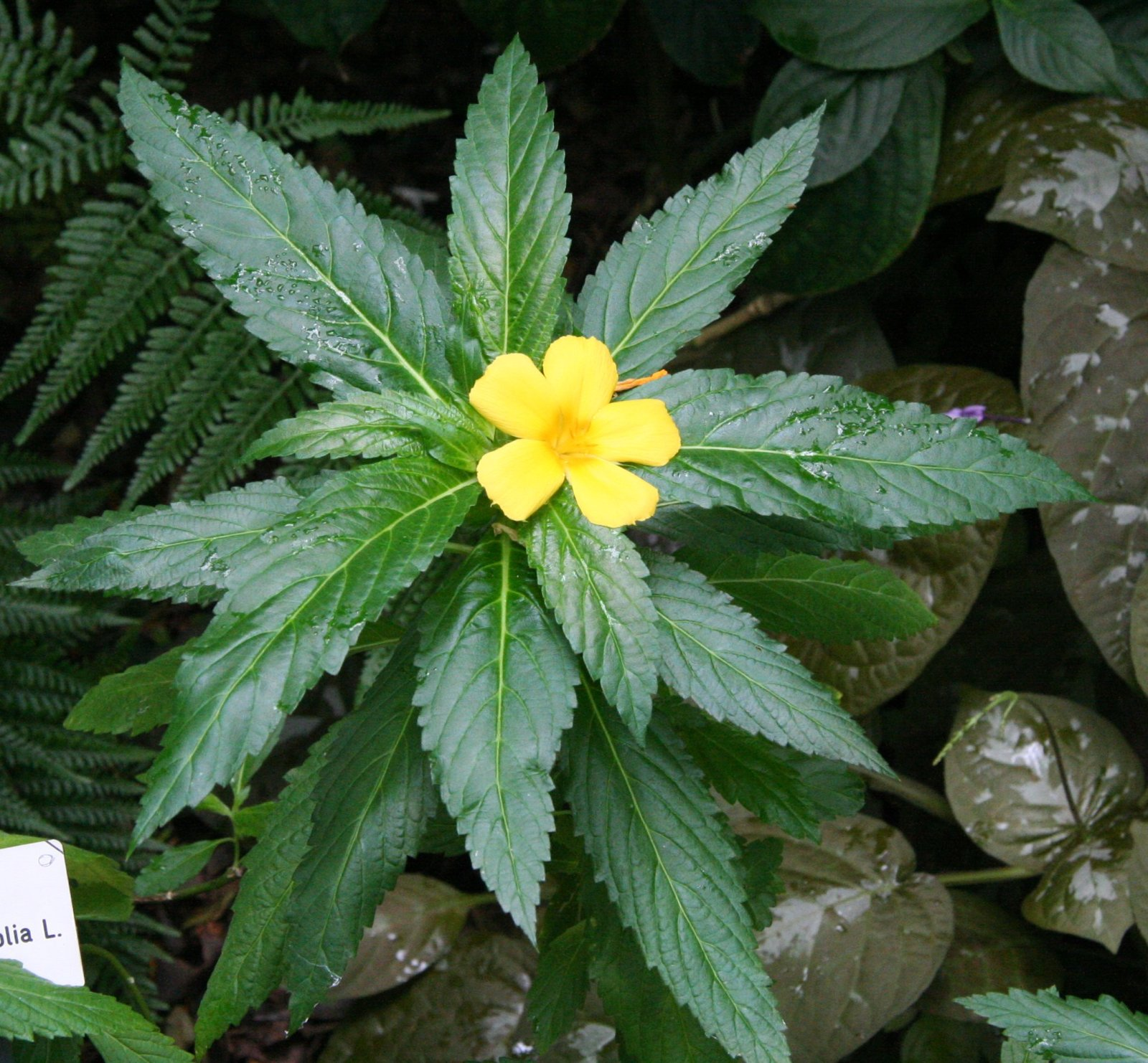

Turnera ulmifolia: